# 신림중학교 (서울)
신림중학교(新林中學校)는 대한민국 서울특별시 관악구 신림동에 있는 공립 중학교이다.

## 학교 연혁
- 1971년 9월 1일 : 초대 한양근 교장 취임
- 1971년 12월 20일 : 대림중학교 설립인가(30학급)
- 1973년 8월 1일 : 신림중학교로 교명 변경
- 1985년 7월 15일 : 서림동 신축교사로 이전
- 2015년 12월 16일 : 인조잔디 및 조명탑 교체
- 2018년 1월 9일 : 제44회 졸업식(남 73명, 여 51명 계 124명)
- 2018년 3월 2일 : 2018학년도 입학식(남 74명, 여 49명 계 123명)
- 2018년 : 새숲 소극장, 새숲관(체육관, 학생식당등)완공 (2018~2019)
- 2022년 9월 1일 : 제20대 김향숙 교장 취임

## 참고 자료
- 신림중학교 - 한국교육학술정보원 학교알리미